# Nat Nichols
Nat Nichols (Nathanael Nichols, születési nevén Nyéki Szabolcs, álnevén Illés Miklós) (Vác, 1939. március 8. – Amerikai Egyesült Államok, 2020. november 24.) magyar származású jazz-zongorista, zeneszerző, misszionárius.

## Életrajz

### Korai évek
Polgárcsalád első gyermekeként született.
Apja könyvelő és borász volt, a Nemzeti Bank váci fiókjának alkalmazottjaként dolgozott, mint könyvelő, míg be nem hívták katonának, ahol százados rangban szolgált; anyja amellett, hogy a család körüli teendőket látta el, klasszikus zenét játszott és tanított ill. mások gyermekeit vállalta eltartásra. Nat az édesanyján keresztül nagyapjától, Kövi István zeneszerző-karmestertől örökölte zenei tehetségét, aki a budapesti Liszt Ferenc Zeneakadémián Kodály Zoltán tanítványa, majd a Budapesti Filharmóniai Társaság Zenekarának zeneszerzője és karmestere volt. Ő kezdte el tanítani unokáját 9 éves korában. 
Érdekességként megemlíthető, hogy a második világháború végén a zene mentette meg a családot, amikor is a bevonuló szovjet hadsereg katonái Nat családi házát is elözönlötték, és a zongorát látva apja fejéhez pisztolyt szegezve kényszerítették zenélésre. Ő azonban tiltakozott; végül a pincében bujkáló édesanyja jött elő, és négy órán át játszott keringőt és foxtrottot a megszállóknak. 1948-ban Kövi István nem volt hajlandó belépni a Kommunista Pártba, ezért elbocsátották. Később, egy helyi újságba írt pár soros verséért letartóztatták és hónapokig bezárva tartották. A család is feketelistára került, ezért Natet sem vették fel a zeneiskolába, így továbbra is nagyapja tanította. Ő volt az, aki megismertette a jazz zenével, ugyanakkor a háttérbe szorult a klasszikus zene iránti érdeklődése. Nat viszonylag korán kifejlesztette saját zenei világát, dallamokat szerzett, 14 éves korában megalapította saját jazz kombó zenekarát.
17 évesen, az 1956-os szabadságharchoz csatlakozott; a november 1-én újjáalakult Váci Reménység Egyesület Forradalmi Tanácsának tagja volt. A forradalomban való részvétele miatt kalandos körülmények között elhagyta Magyarországot. 

### A szökés
A fiatalember a szabadságharc bukása után, 1956 november 24-én, szülei tudta nélkül szökött meg otthonról. Egy osztálytársával, Vilivel indult el a határ felé vonattal, ami akkor már veszélyes volt. Elfogták, és egy teherautóval visszahozták őket Budapestre. Két napra zárkába kerültek, azonban tekintettel arra, hogy még kiskorúak voltak, kiengedték őket, s a két fiatal máris újra nekivágott az útnak. Egy ismerős Esztergomig elvitte őket autóval, onnan indultak tovább át a hegyeken gyalog a határig. A határ közelében, egy kis faluban találtak egy szénapajtát és ott próbáltak meghúzódni. A gazda észrevette őket, de nem zavarta ki a két srácot, sőt még ételt, szállást is adott nekik, majd együtt megtervezték a határon való átjutást. Három nap ott tartózkodás után, kivárva a kedvező időt, elindultak. Nat biciklivel ment, míg Vili barátját egy kis robogó motorral vitte a gazda fia, ami útközben lerobbant, közben Nat várta a barátját a megbeszélt helyen. Ami pénz volt náluk oda akarták adni a gazdának, de az nem fogadta el. A határ közelében egy gödörben bújtak meg, mígnem a hidegben töltött hosszú várakozás után sikerült külön-külön átsurranniuk. A határon túl egy faluban találkoztak, ahol egy magyarul beszélő osztrák férfi észrevette a fiúkat, és ő segítette tovább őket egy ottani gyűjtőhelyre. Innen egy éjszaka után tovább vitték őket Bécsbe egy táborba, ahol három hétig tartózkodtak. Itt megkérdezték azt, hogy ki, hova akar tovább menni. Nat és Vili Amerikát választották. Rövid időn belül egy hadihajóra tették őket, ami éppen Amerika felé tartott. 1957 január 1-re érték el New York-ot. Nat Ohio állam Cleveland városában egy magyar menekülttáborba került. Kezdetben egy pékségben dolgozott, mivel nem beszélte a nyelvet.

### Zenei pályafutása
Nat Clevelandben kezdte el zenei pályafutását, mikor már valamelyest elsajátította a nyelvet: éttermekben és klubokban zongorázott. Ezt újabb vándorlás követte, amelyről így számol be: „egy év elteltével Rudy barátomhoz, egy másik jazz zongoristához fordultam, és azt mondtam: nem fogjuk megismerni ezt az országot úgy, hogy magyarok között maradunk. Csukjuk be a szemünket, mutassunk a térkép egy pontjára és utazzunk oda." Így esett a választás Kansas City-re. Barátja később Milwaukee-ba költözött, leszerződött az American Artists Corporation-hez, amelynek keretében egy turnét tartott az ország közép-nyugati részén, amelyhez Nat is csatlakozott. A turné váratlan jutalmat hozott Nat számára: 1962-ben egy klub az Indiana állambeli Valparaisóban leszerződtette. Itt ismerkedett meg Jeannine-nel, későbbi feleségével, aki a Valparadisoi Egyetem diákja volt. „Egy egészen rövid udvarlás után megkértem a kezét, nem tudván, hogy ő Hawaii államból származik. Így történt aztán, hogy nemcsak, hogy ott volt az esküvőnk, de mivel ott kaptam zenei állást, ott maradtunk.” 
A pár Honoluluba költözött, ahol Nat-nek 1963-ban sikerült jazz trióját megalapítani és először a Don the Beachcomber night-clubba, majd a híres Honolulu Copa Cabana-ba leszerződni. A Copa Cabana lehetőséget adott Nat-nek, hogy Amerika híres énekeseit, Frank Sinatrát, Jack Jonest, Tony Bennettet, Jo Staffordot kísérje és fellépjen ismert jazz-zenészekkel. Három év múlva családjával együtt visszatért az amerikai kontinensre, a Chicagohoz közeli Fort Wayne-be, ahol idővel hét gyermeke született (öt lány és két fiú). Családjával a Michigan-tó partján telepedett le. 1965-ben készült el első jazz lemeze „Wind from the Danube” címmel. Ezzel az albummal a magyar forradalom előtt tisztelgett (az album alcíme: „Tribute to the Hungarian Revolution”, az egyes számokkal az eseményeknek állított emléket (pl. March for Freedom, Revolution, God bless the Hungarians, Russian take over). A következő évben „Springplay” c. albumával mutatta be zongorajátékát és zeneszerzői képességét. 1966-tól a chicagoi a Johny’s Nightcap clubban voltak rendszeres fellépései. 1970-ben kapta meg az állampolgárságot. Az évek múltán számtalan szerzeményét neves amerikai énekesek és jazz-zenészek adták elő különböző lemez- és CD- felvételeken, koncerteken. Európai fellépésein a londoni Palladium-ban és a nyugat berlini Titania Palace-ban hallhatta a közönség , valamint fellépett Svájcban is .

### Misszionárius tevékenysége
Nat keresztény zenészként is ismert volt. Katolikusként nevelkedett, de – saját szavai szerint – nem volt különösebb ismerete Istenről. Felesége református volt; végül ő vezette el arra, hogy 1976-ban elfogadja Jézus Krisztust személyes megváltójának. Megtérését követően többször járt Magyarországon a szocialista diktatúra éveiben, ekkor Illés Miklós álnéven ezerszámra csempészett, csempésztetett be missziós anyagokat, szamizdatokat. Ekkor készítette a „Valakiről szóltak nekem sokszor” c. kétrészes gospel albumát. Jazz stílusban előadott, egyéni hangzású gospel művei az 1970-es, 80-as, 90-es évek szabad keresztény köreiben nagyon népszerűek voltak, kazetta másolatokkal terjedtek. 
A gospel albumok mellett keresztény tanításokat is bejuttatott Magyarországra, egyrészt nyomtatott formában, másrészt kazettákon (a hangfelvételek bevezetőjében a „Nemzetközi Keresztény Szolgálatok rádióműsorait” jelöli meg forrásként). A monte-carlói Trans World Radio magyar adásain keresztül rendszeresen sugározta a bibliai tanításokat a hazai keresztény testvéreinek; e tevékenységével indult el a Fáklya Nemzetközi Magyar Misszió. (E rádióállomást a II. világháborúban a német propaganda céljából hozták létre). Az akkoriban tiltottnak számító misszionárius tevékenysége miatt Nat összeütközésbe került a hatóságokkal. Elfogatóparancs volt ellene érvényben. Egy alkalommal a határon megtalálták nála a kazettákat, ezért kémkedés vádjával letartóztatták és két napra börtönbe zárták. Egy ügyvéd révén szabadult ki, aki a szülei ismerőse volt, azonban 24 órán belül el kellett hagynia az országot. Az Egyesült Államokba visszatérve, pár hónap múlva értesítést kapott, hogy felmentették a kémkedés vádja alól. A 80-es években ismét hazautazott, és egész Magyarországot bejárva folytatta keresztény missziós tevékenységét.

### Kései évek

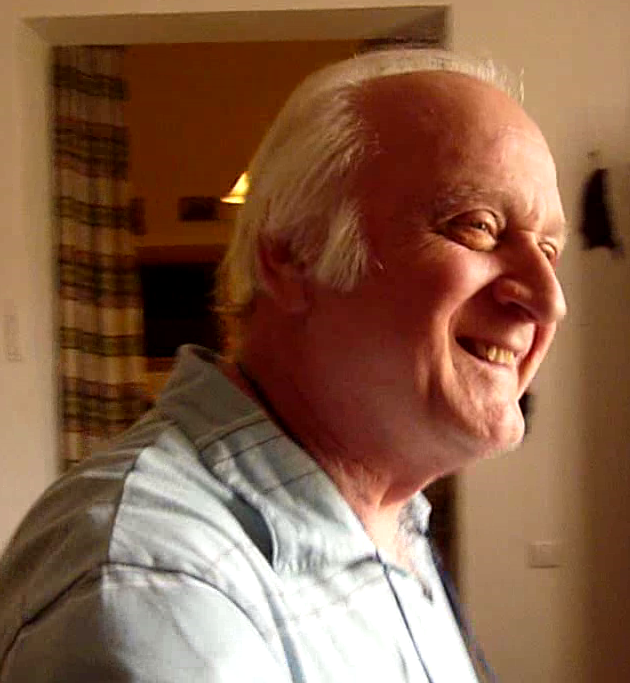
Nat Nichols 2010-ben

1997-ben, felesége halála után visszatért Magyarországra, ahol folytatta a zeneszerzést és koncertfellépéseit. Ekkor jelent meg első európai CD lemeze „Naturally” címmel, 13 saját szerzeményével, melyet 2001-ben a „Minor traffic” 17 új dallal követett. Szerzeményeit egy könyvben is megjelentette. Újra nősült, magyar felesége, Spányik Zsuzsa sokat segített a három új album megalkotásában. A 2002-ben kiadott CD lemezeken a műfaj kedvelői felfedezhetik Nat jazz-piano stílusát, amely a hagyományos afroamerikai előadást ötvözi az európai zenével, gazdag improvizáció kíséretében. Későbbi műveiben Nat Nichols kreatívan használta az afroamerikai és klasszikus amerikai jazz elemeit. Egyéni hangzása a zenész kalandokban gazdag életútja során alakult ki, amelyben a dallam a saját tempóját és stílusát hozza létre. Az általa szerzett gospel művek gyakran szembe állítják a világi és a hívő életet (pl. „Arc cserék”, „Talán még a moziban ülsz”).
Idősebb korában, egy sztrók miatt fél keze lebénult, ezért kénytelen volt felhagyni a zenével, és hamarosan visszaköltözött az Egyesült Államokba. Utolsó jazz fellépésén a „Georga on my Mind”-ot adta elő. 2020. november 24-én hunyt el az Egyesült Államokban.

## Lemezei, egyéb művei
- Wind from the Danube (1965) – CD, Szerzői kiadás. Közreműködik: Nat Nichols Jazz Trio
- Cheek to Cheek (1997) – CD, Szerzői Kiadás. Közreműködik: Nat Nichols – billentyű, Lynn Lawson – ének
- The Blues CD (1998) – CD, Szerzői Kiadás. Nat Nichols – billentyű, Kathy Hogan – ének
- Naturally (2000) – CD, Szerzői Kiadás. Közreműködik: Nat Nichols – zongora, James Baker – basszus-gitár, Imre Kőszegi – ütő
- Naturally – CD,  Szerzői Kiadás. Közreműködik: Nat Nichols – billentyű, Kathy Hogan – ének, Dave Essig – ütő
- Christmas with Nat Nichols (1990) – Szerzői Kiadás. Előadja: Nat Nichols
- Hello Again New York – Szerezte és előadja: Nat Nichols, Szöveg: Bob Tribulet és Nat Nichols, Ének: Fatima
- Minor Traffic (2001) – CD Szerzői Kiadás. Közreműködik: Nat Nichols – zongora, Galgóczi Balázs – basszusgitár, Bíró Marcell – ütő
- Blue Horison (2003) – CD, Szerzői Kiadás. Közreműködik: Nat Nichols – billentyű, Kathy Hogan és Lynn Lawson – ének
- Nat Nichols és Kovács Panni több koncertet adtak Magyarországon és 24 dalt komponáltak közösen.
- Cool Coffee – CD, Szerzői Kiadás. Közreműködik: Nat Nichols – zongora, B. Csuhaj Tibor – basszusgitár, Kovács Zsolt – ütő
- Solo piano works (1995) – Szóló zongora darabok, Szerzői Kiadás, Előadja: Nat Nichols – zongora
- Listen to My Song (2003) – Szerzői Kiadás. Közreműködik: Nat Nichols – billentyű, Annamaria "Masi" Eisler – ének
- Israel – CD, Szerzői Kiadás. Közreműködik: Nat Nichols – billentyű
- Valakiről szóltak nekem sokszor (1976) – CD, Szerzői Kiadás. Előadja: Nat Nichols (Illés Miklós)
- Valakiről szóltak nekem sokszor (1990) – CD,  Szerzői Kiadás. Előadja: Nat Nichols (Illés Miklós)
- The Very Best of Nat Nichols Trio – Kazetta
- Jazz Fake Book (2002) – kotta Nat Nichols szerzeményeiből. (A gyűjtemény Nat Nichols 40 szerzeményét tartalmazza akkord- és előadási javaslatokkal.)